# Hängebrücke über die Argen
Die Hängebrücke über die Argen, in der Literatur auch als Argenbrücke Langenargen bezeichnet, ist eine unter dem württembergischen König Wilhelm II. zwischen 1896 und 1897 errichtete Straßenbrücke, die die Argen zwischen Kressbronn und Langenargen am Bodensee überspannt.
Sie ist nach dem Kettensteg in Nürnberg, der Hängebrücke in Weimar und der Tiergartenbrücke in Berlin die viertälteste Hängebrücke Deutschlands.

## Geschichte

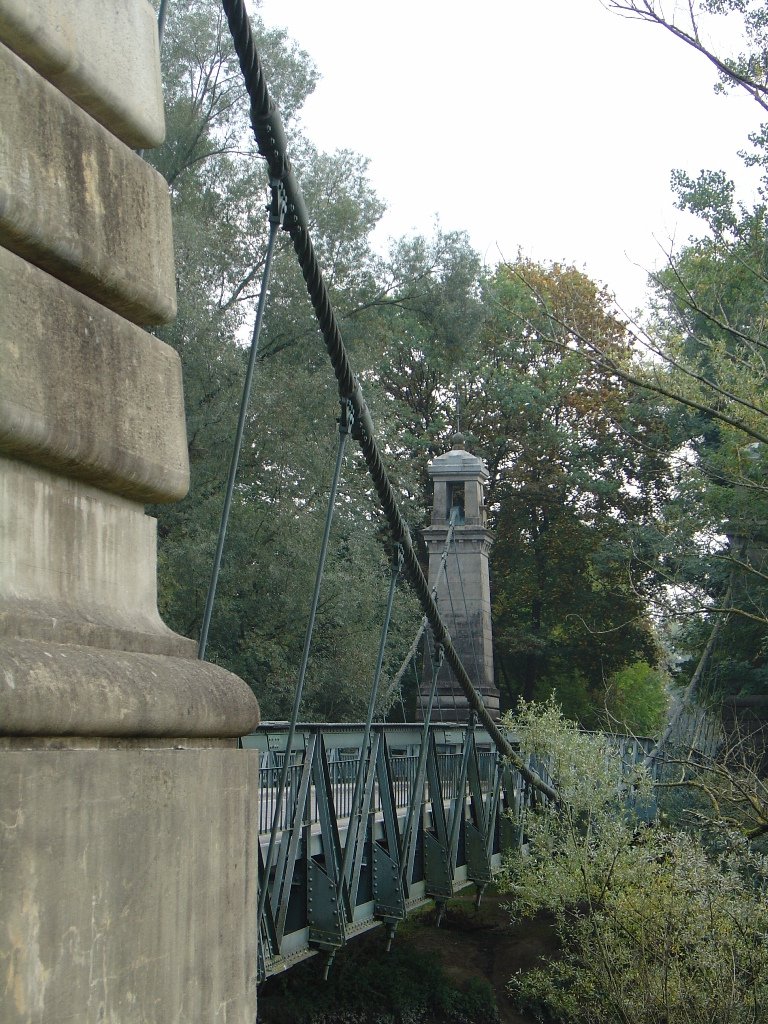
Hängebrücke Langenargen

### Situation vor dem Brückenbau
Wer vor 1835 die Argen zwischen Langenargen und Gohren, Tunau, Reute oder Schnaidt – heute Kressbronner Ortsteile – überqueren musste, hatte einen ungefähr zweistündigen Umweg über die Gießenbrücke in Kauf zu nehmen. Die damals noch nicht regulierte und vielarmige Argen brachte zum Ende des Winters und nach einem Unwetter immer wieder verheerende Überschwemmungen, die eine sichere Überquerung des Flusses unmöglich machten: Fuhrwerke blieben stecken und Personen ertranken in den Fluten.
Mitglieder der Pfarrgemeinde Langenargen waren es, die 1838 die Initiative ergriffen und eine Aktiengesellschaft zum Bau und Unterhalt einer Brücke gründeten. Dieses Bauwerk, eine Holzkonstruktion, wurde Silvester 1839 dem Verkehr übergeben. 1841 wurde die Brücke von der Gemeinde Langenargen übernommen und überdacht. Dreizehn Jahre später und gegen eine Ablöse in Höhe von 7100 Gulden übernahm das Königreich Württemberg die Brücke. Trotz mit hohen Kosten verbundenen Instandsetzungs- und Umbauarbeiten in den Jahren 1875/1876 bzw. 1891/1892 entschloss sich die Bauverwaltung in den Folgejahren zum Neubau einer Brücke an gleicher Stelle.

### Planung, Bau und Einweihung

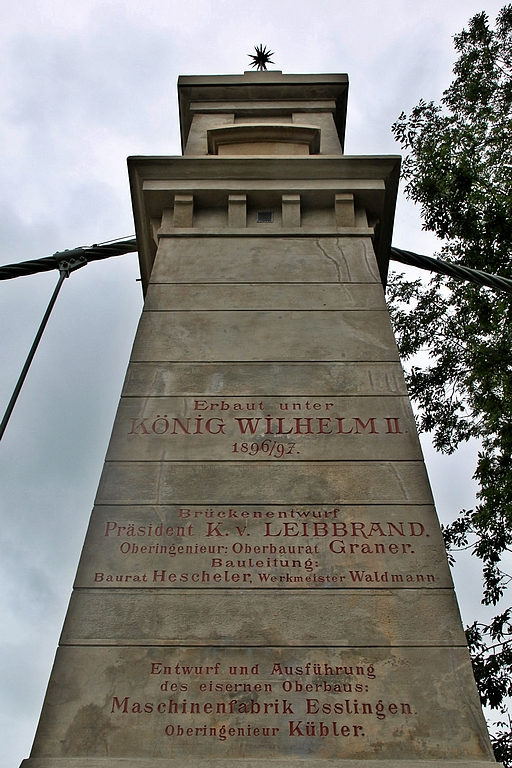
Inschriften auf einem der westlichen Brückenpfeiler

Aufgrund der Erfahrungen mit schweren und vernichtenden Hochwassern entschloss man sich für eine Brücke ohne Pfeiler. Der Baugrund ließ eine massive Konstruktion nicht zu, so dass sich die Planungen an der von der Maschinenfabrik Esslingen gebauten eisernen Donaubrücke in Budapest orientierten.
Der Entwurf dieser echten Hängebrücke entstand unter der Leitung von Karl von Leibbrand, württembergischer Regierungsbaumeister und Präsident der Ministerialabteilung für Straßen- und Wasserbau. Oberingenieur war der Oberbaurat Graner. Die Bauleitung hatten Baurat Hescheler und Werkmeister Waldmann. Die Ausführung des eisernen Überbaus übernahm die Maschinenfabrik Esslingen unter Leitung von Oberingenieur Kübler. Die Kabel lieferte das Carlswerk der Firma Felten & Guilleaume aus Mülheim.
Im Jahr 1896 begannen die Bauarbeiten an der Hängebrücke. Von November 1896 bis zum März 1897 erfolgte das Ausheben der Baugruben. Anfang Mai begann man mit der Aufstellung der Gerüste zum Anbringen der Einschalung für den Pylonenbeton als auch zum Aufziehen der Kabel, welche Mitte Juli geliefert wurden und nach der Fertigstellung aller Pylone Ende August auf den Lagern ruhten. Nun begann die Montage der Brücke, welche Mitte Oktober an die Kabel gehängt werden konnte. Durch einige Nacharbeiten verzögert, war die Brücke am 15. Dezember 1897 fertig montiert. Sie wurde vom 17. bis 20. Dezember Belastungstests mit Kies sowie einer Dampfwalze unterzogen und am 25. Januar 1898 als Teil der Staatsstraße von Friedrichshafen nach Lindau feierlich eingeweiht.

„Von mildem, nebelfreiem Wetter begünstigt, hat heute die Eröffnung und Einweihung der neuerbauten Argenbrücke bei Langenargen stattgefunden, von der man mit Recht sagen kann, daß sie eine Zierde der ganzen Umgebung ist. Langenargen hatte zur Feier des festlichen Tags Flaggenschmuck angelegt; auch an der 1⁄4 Stunde von dem Ort entfernten Brücke sah man Fahnen wehen. Die Brücke selbst zeigte sich samt den beiden Zufahrtswegen von hüben und drüben in tadelloser Vollendung. Zur Eröffnungsfeier bewegte sich Nachm. ein Festzug nach der Brücke, wo ein zahlreiches Publikum aus der Umgebung versammelt war. Leider war sowohl Min. v. Pischek, als auch Präsident von Leibbrand, der letztere durch Erkrankung, verhindert am Erscheinen. […] Nachdem die Belastungsproben ein ausgezeichnetes Ergebnis zeigten, konnte die Brücke nunmehr dem Verkehr übergeben werden. Die Eröffnung wurde hierauf durch Oberbaurat v. Euting vollzogen, worauf der Festzug die Brücke überschritt, um sie eingehend zu besichtigen. Nach Beendigung dieser Feier bewegte sich der Feierzug nach Langenargen zurück, wo im Gasthaus zum Schiff noch ein Festmahl stattfand, bei dem zahlreiche Ansprachen gehalten wurden.“

Die Baukosten in Höhe von 13.681 Mark wurden vom Staat Württemberg übernommen.
Othmar Ammann, dessen bekanntestes Bauwerk die Hängebrücke George Washington Bridge (1927 - 1931) in New York ist, soll auf der Baustelle als Praktikant beschäftigt gewesen sein. Nach Stefan Gierer et al. gibt es darüber aber keine Beweise.

### Spätere Baumaßnahmen und Ereignisse
Vom 15. April bis 12. November 1900 stellten sechs deutsche Firmen während der Weltausstellung in Paris (Exposition Universelle et Internationale de Paris) die deutschen Leistungen im Brückenbau vor – unter anderem wurden dabei ein Modell und Pläne der Hängebrücke über die Argen gezeigt.

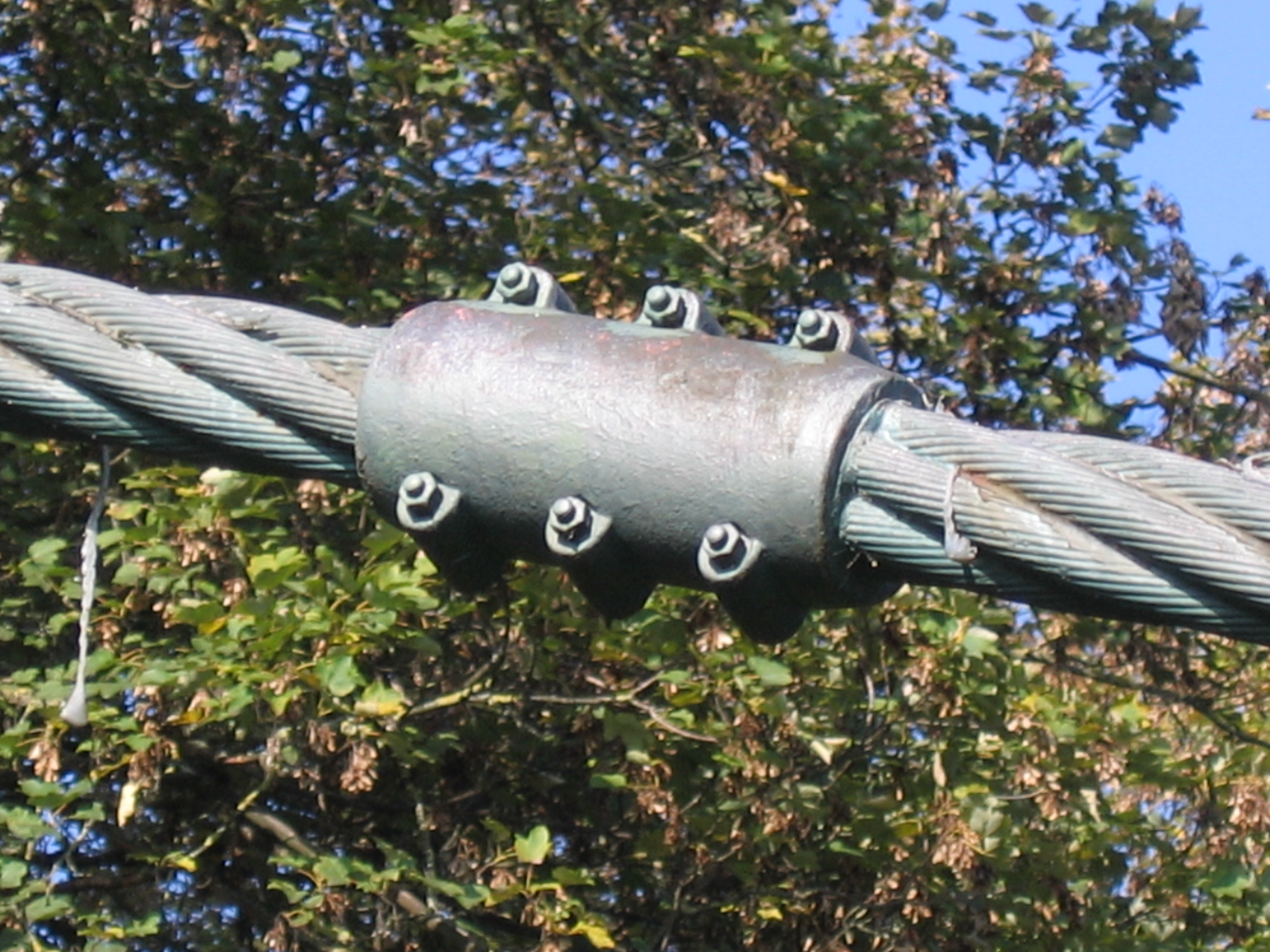
Manschette

Während des Zweiten Weltkriegs wurde die Brücke am Heiligen Abend des Jahres 1944 bei Fliegerangriffen beschädigt. Insgesamt 110 Sprengbomben gingen auf die Hängebrücke und die benachbarte Eisenbahnbrücke nieder, deren Splitter an der Hängebrücke nur leichte Schäden an den Kabeln verursachten. Die aufgerissenen Stellen wurden später mit den heute noch sichtbaren Manschetten repariert.
Fünf Monate später, im April 1945, sollte die Brücke durch drei Soldaten der Wehrmacht gesprengt werden. Der in der Nähe wohnende Albrecht Auer konnte das Sprengkommando jedoch zu einem kurzfristigen Aufschub der Sprengung überreden und mit List und Hilfe seiner Freunde die Hängebrücke vor der Zerstörung bewahren.
Am 21. Juni 1969 folgte die teilweise Sperrung des Bauwerkes wegen Schäden an den Fahrbahnträgern. Es wurden nur noch Fahrzeuge bis 1,5 t Gesamtmasse zugelassen. In einem Abstand von 25 Metern entstand 1977 südlich der Hängebrücke als Ersatzbauwerk eine neue Straßenbrücke (L 334).
Am 25. Mai 1982 wurde die Hängebrücke durch die höhere Denkmalschutzbehörde als Kulturdenkmal von besonderer Bedeutung in das Denkmalbuch eingetragen. 1992 erfolgte für 450.000 Mark eine Instandsetzung der Hängebrücke.

## Gegenwart
Den beiden Gemeinden Langenargen und Kressbronn dient die Brücke heute als touristisches Ziel der Verkehrsgeschichte. Durch die Tourist-Information in Kressbronn werden über die Sommermonate vom Bahnhof in Kressbronn aus regelmäßige Kutschfahrten zur Hängebrücke angeboten. Ansonsten darf die Brücke nur noch von Fußgängern und Radfahrern genutzt werden. Im Sommer 2010 wurde die Brücke umfangreich instand gesetzt.
Die heutige Bauwerksnummer lautet 8423 503.

## Konstruktion
Bei einer rückverankerten (echten) Hängebrücke, wie der zwischen Kressbronn und Langenargen, wird die resultierende Zugkraft an den Enden der Tragseile von einer Erdverankerung aufgenommen. Dazu werden die Tragseile über die Pfeiler zu den Widerlagern geführt und in Ankerblöcken im Baugrund verankert.

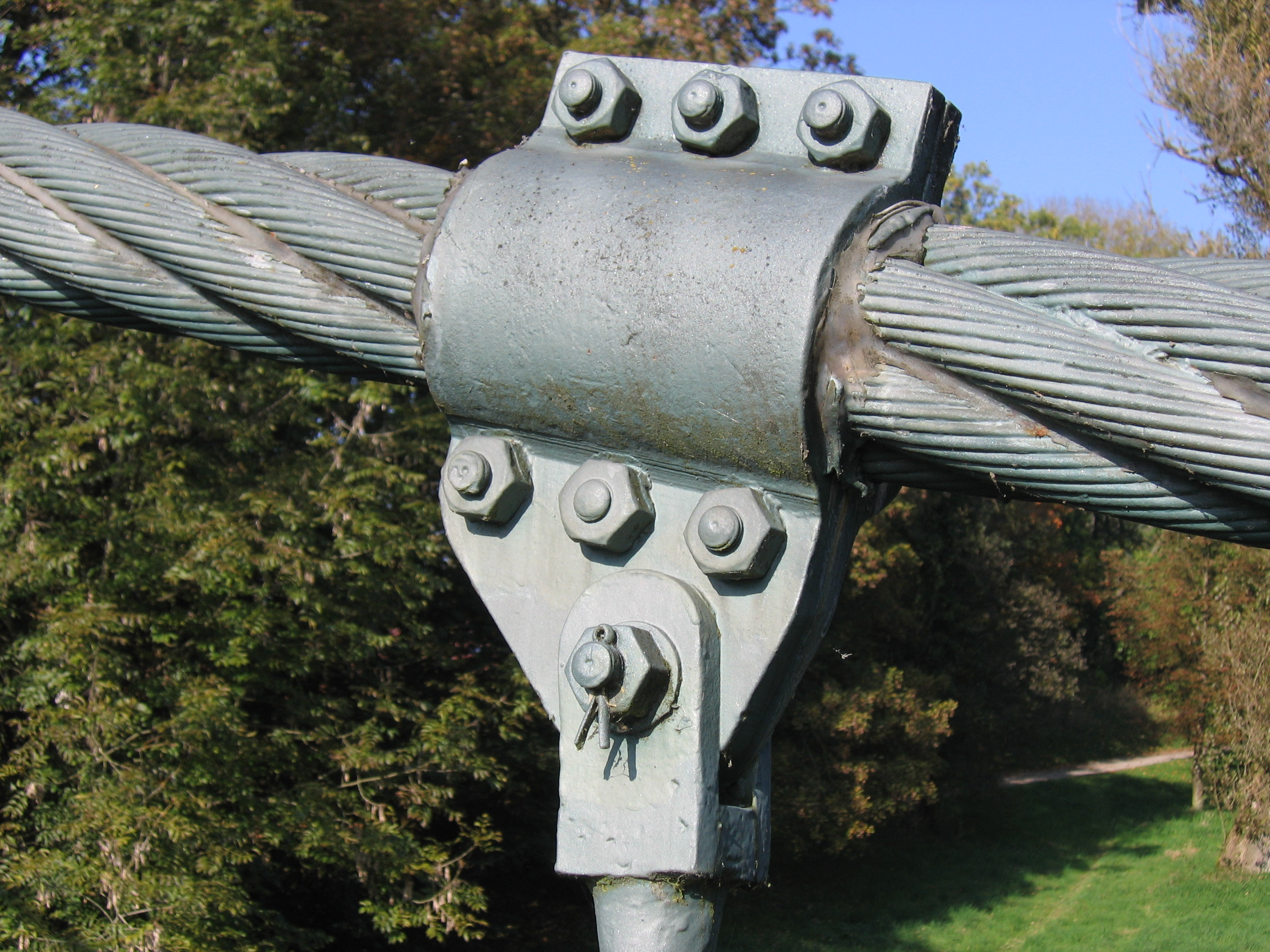
Befestigung einer Zugstange am Kabel

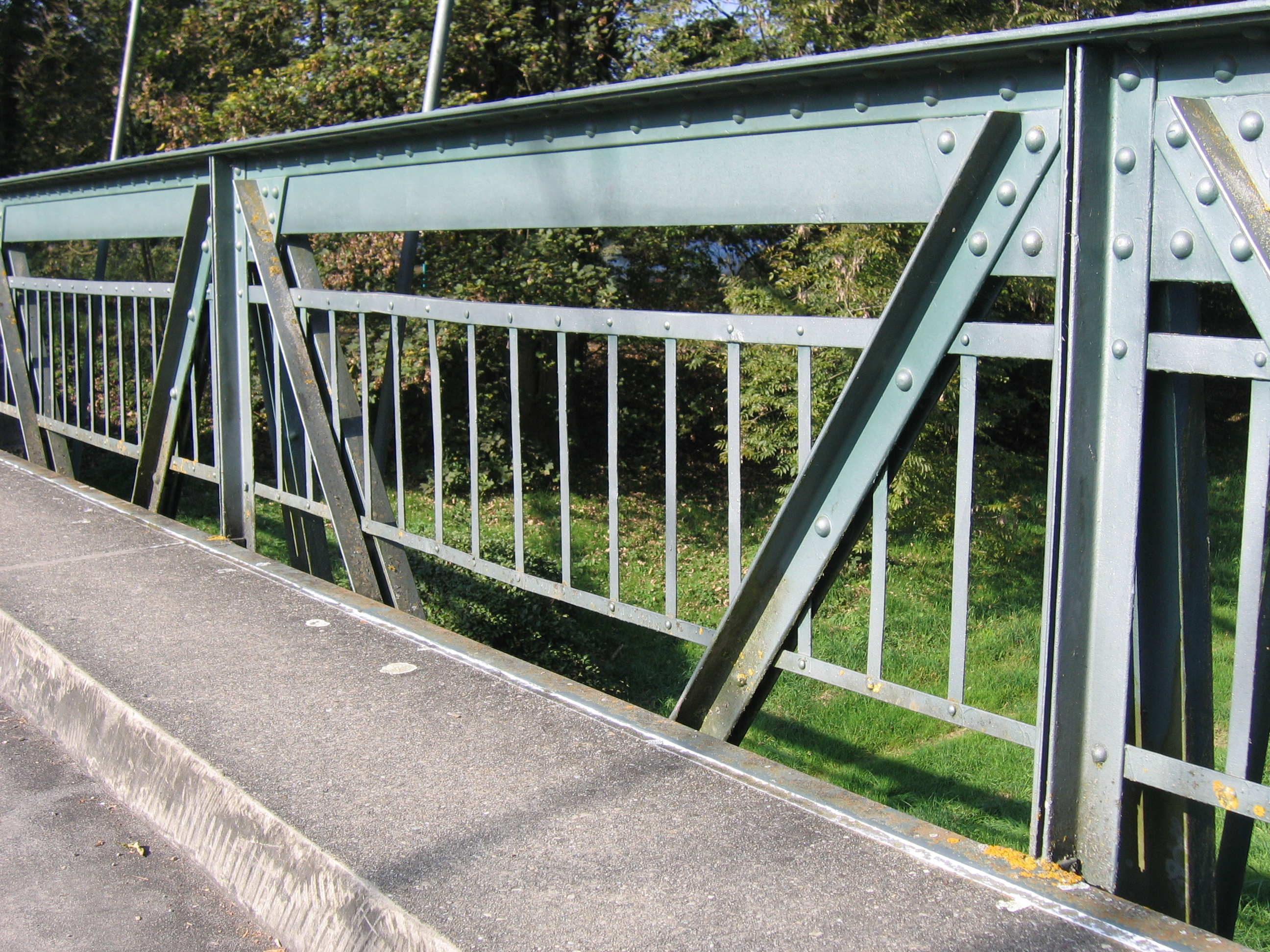
Versteifungsträger

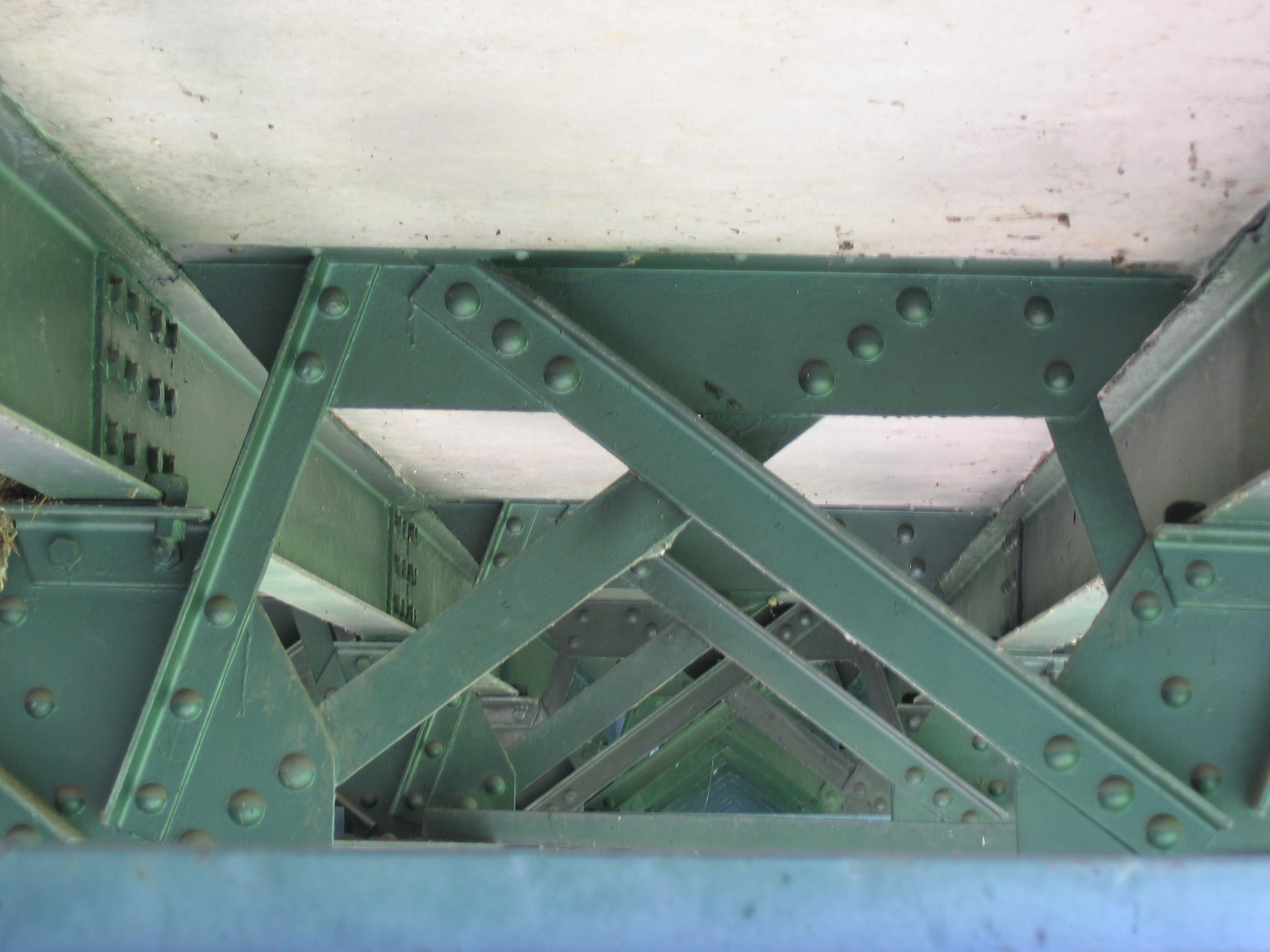
Querträger

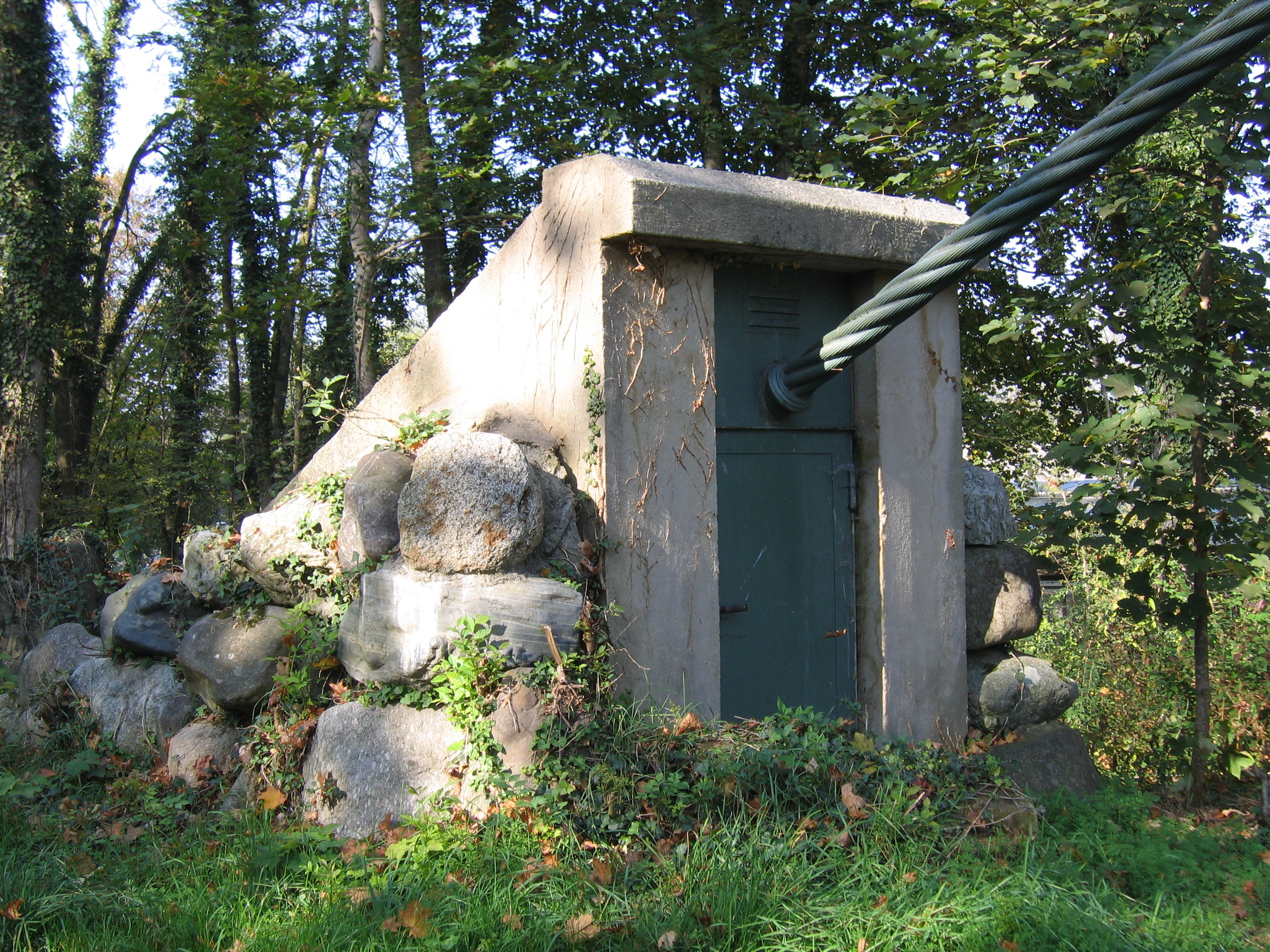
Eingang zur Ankerkammer

### Pfeiler
Die vier je zwölf Meter hohen, hohlen Pfeiler (Pylone) dienen zur Abstützung der beiden Tragkabel, werden hauptsächlich auf Druck beansprucht und sind mit dem Betonhohlkern im Fundament verankert. In ungefähr neun Meter Höhe ruhen die Kabel auf gusseisernen Sätteln, die auf jeweils sechs Rollen liegen.

### Tragseile
Sie tragen das Gewicht der Fahrbahn und haben dadurch einen maximalen größten Zug von 2200 kN aufzunehmen. Beide Kabel bestehen aus sieben Litzen zu je 37 gewundenen Gussstahldrähten (= 259 Einzeldrähte) von durchschnittlich 6,2 mm Durchmesser, so dass sich ein größter Durchmesser der Kabel von 133 mm ergibt. Gegen Korrosion sind die Drähte und Seile verzinkt, mit Kitt ausgefüllt und einem entsprechenden Anstrich versehen.
Die Tragseile haben eine Pfeilhöhe von neun Meter und sind mit einem Abstand von zehn Metern auf den Pfeilern (am höchsten Punkt) und 6,82 Meter in der Brückenmitte (am tiefsten Punkt) zueinander geneigt.

### Hänger
Der Brückenüberbau mit 72 Meter Stützweite ist über die Tragseile an Hängestäben aus Rundstahl aufgehängt. Die Rundstäbe haben einen Durchmesser von 40 mm und sind über Konsolen an den Fachwerkpfosten der Hauptträger befestigt. Seile und Stäbe wurden, um die Brücke in Querrichtung auszusteifen, in eine unter 1:6 geneigte Ebene gelegt.

### Versteifungsträger
Die zwei Versteifungsträger, auch Hauptträger genannt, sind Teil der horizontalen Brückenkonstruktion, des Überbaus, und verteilen über die Hänger die Verkehrslast gleichmäßig auf das Tragseil. Sie sind in einem Abstand von 6,2 Meter angeordnet und bestehen aus zwei teilweise über der Fahrbahn liegenden Strebenfachwerkträgern. Pfosten im Abstand von 2,85 Meter unterteilen das Strebenfachwerk in 24 Felder. Die Konstruktionshöhe beträgt 1,91 Meter in der Brückenmitte und 2,11 Meter an den Brückenenden. Querträger, als Fachwerk mit gekrümmtem Untergurt ausgebildet, verbinden unterhalb der Fahrbahn, im Pfostenabstand angeordnet, die beiden Hauptträger.

### Fahrbahntafel und Fahrbahnträger
Die Fahrbahntafel leitet die Verkehrslast über längsliegende Fahrbahnträger in die Querträger und diese in die Versteifungsträger ab.

### Verankerungen
Ungefähr 20 Meter außerhalb der Brücke sind die vier begehbaren Ankerkammern zur Verankerung der Kabel in den Baugrund gebaut. Durch ein Zwischenlager erfährt das Kabel im Schacht eine Umlenkung. Der Seilkopf (Ende des Seils) ist durch einen T-Träger und eine Gurtplatte gegen Mauerwerk verspannt.